# Empresa de los Ferrocarriles del Estado

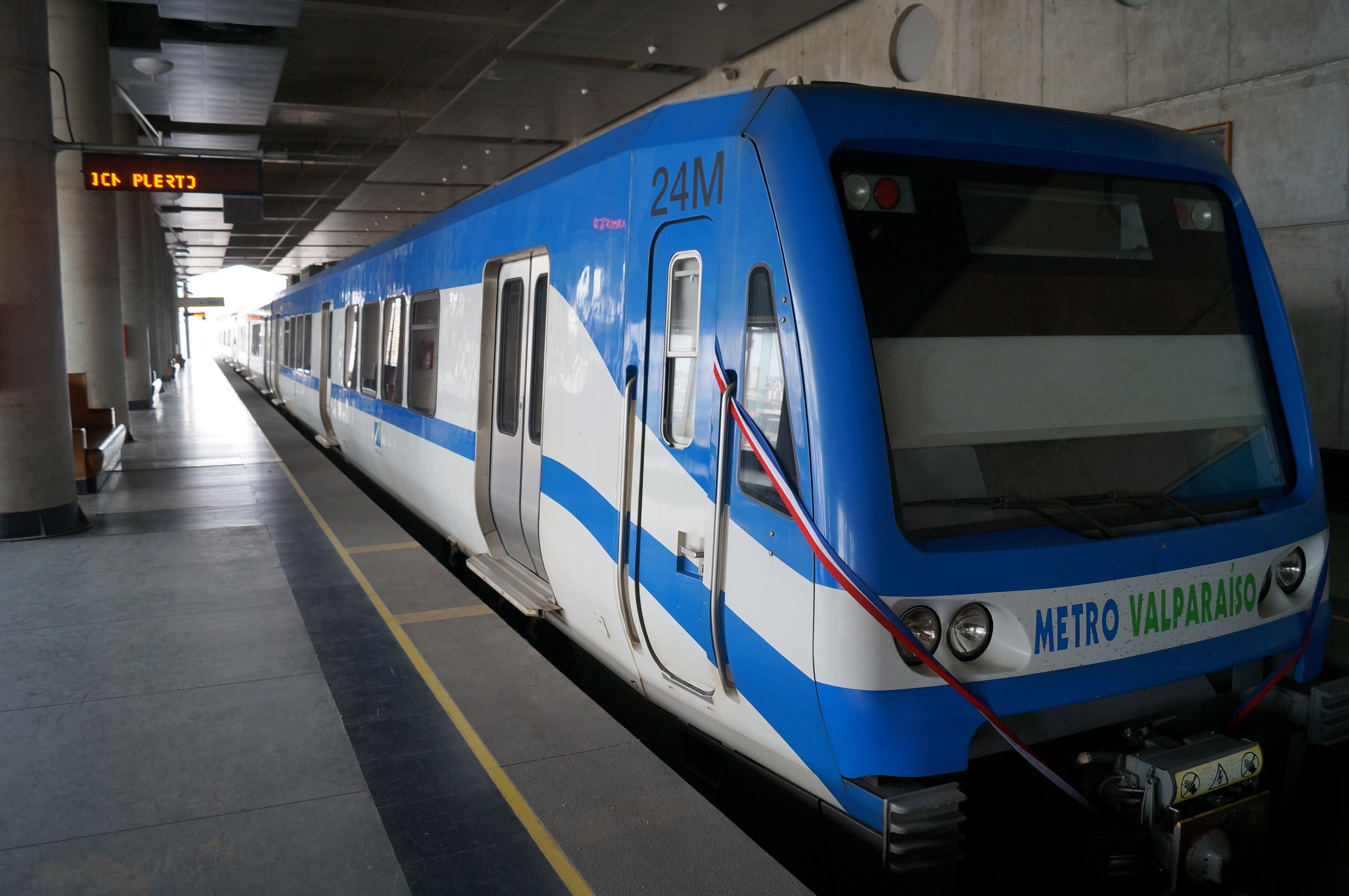
Métro de Valparaiso.

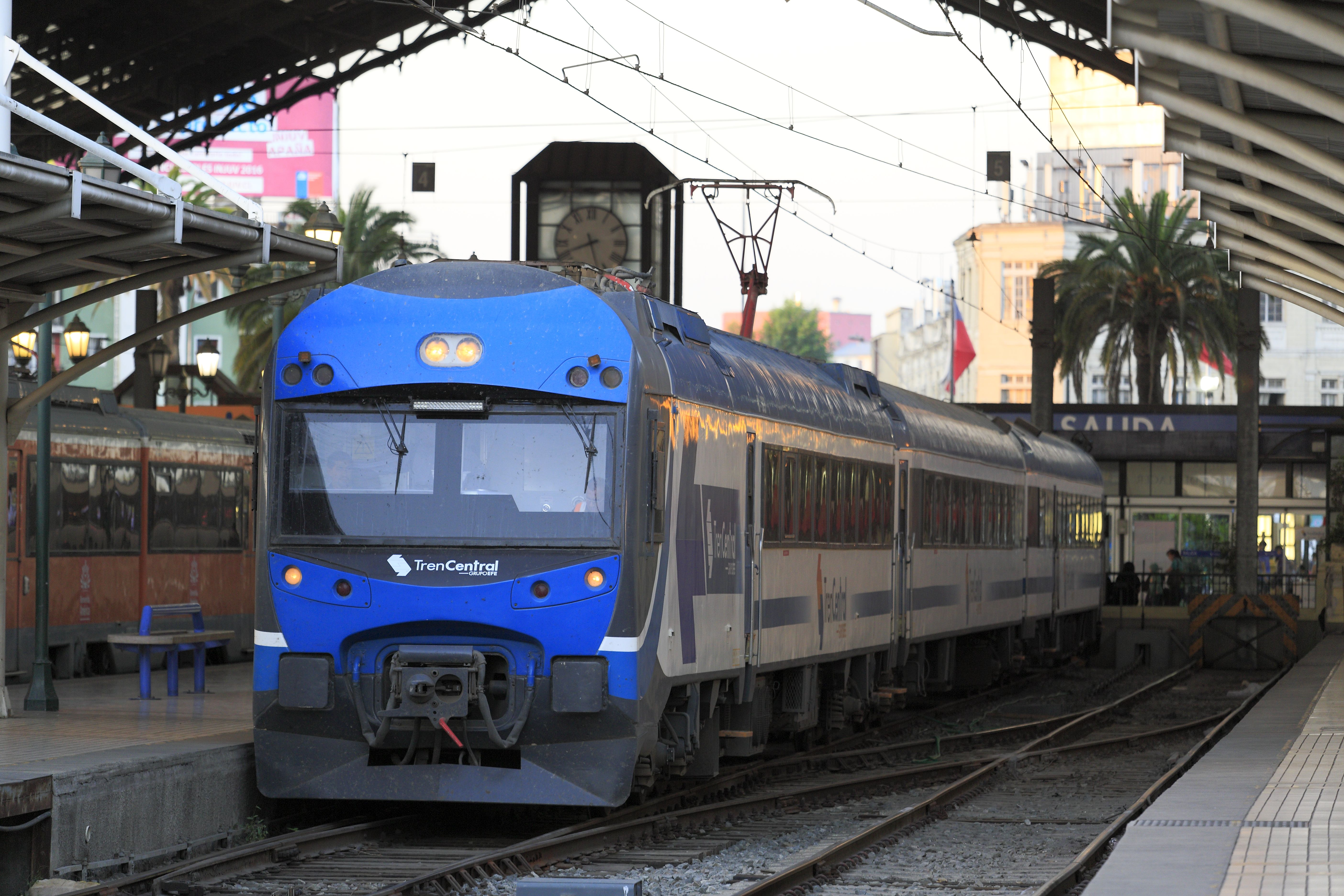
Automotrice de la ligne intercités TerraSur.

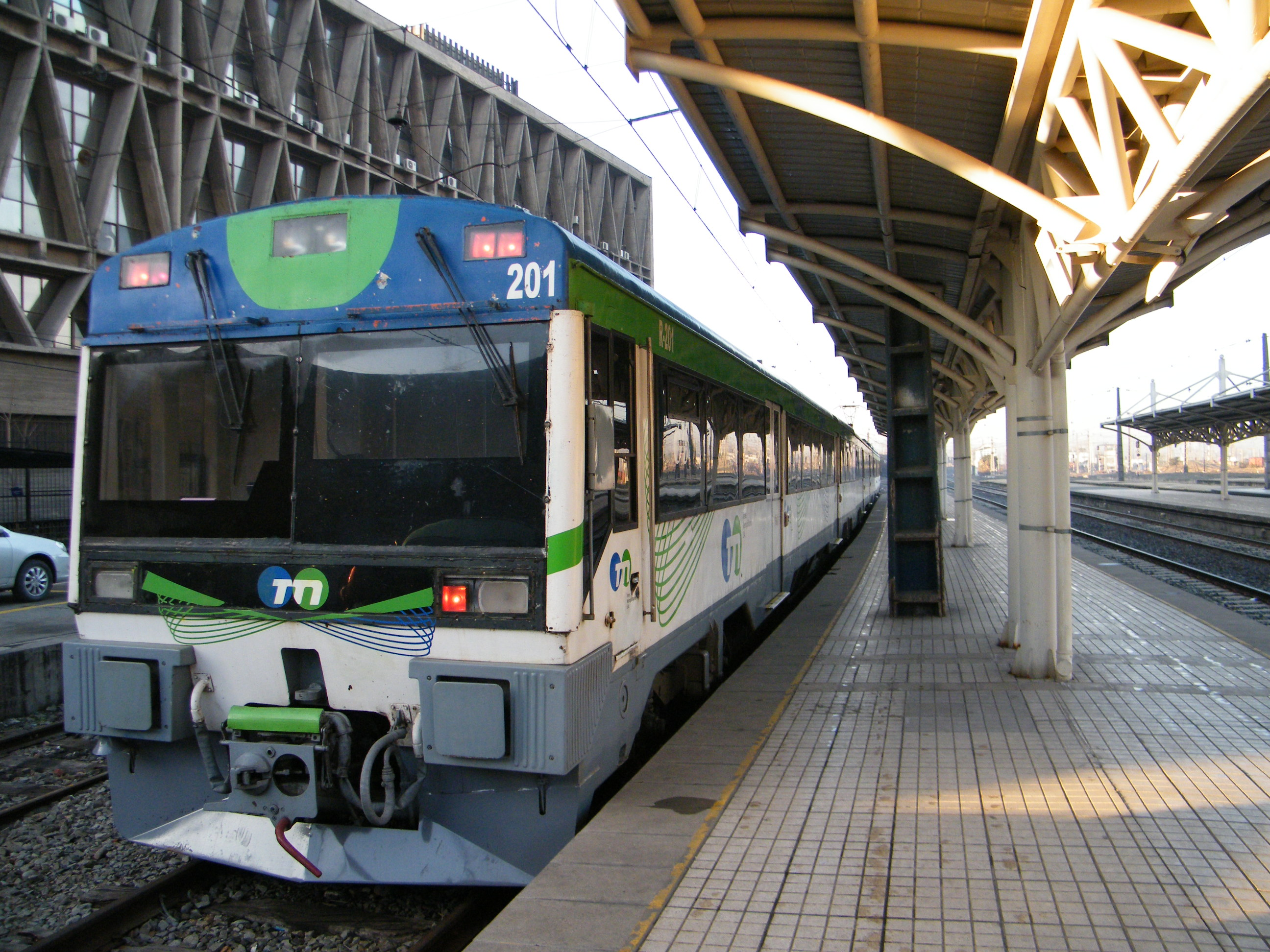
Automotrice de la ligne de banlieue de Santiago du Chili Metrotrén.

Empresa de los Ferrocarriles del Estado, connue aussi sous l'acronyme EFE, est la société de chemin de fer nationale chilienne. La société gère plusieurs lignes de banlieue dans les trois principales agglomérations du pays (Santiago du Chili, Valparaiso et Concepción) ainsi qu'une ligne de trains inter-cités qui relie les principales villes du centre du pays.

## Historique
La société de chemin de fer nationale est créée en 1884 pour gérer la ligne reliant la capitale Santiago avec Valparaiso. Ce réseau s'étend progressivement dans la région centrale la plus peuplée et il dessert de Puerto Montt au sud à Iquique à l'extrême nord. Dans les années 1970 la junte militaire au pouvoir décide de libéraliser la gestion des transports en commun. Le réseau, dont la rentabilité s'est réduite du fait du manque d'investissement, est en partie démembré. Le fret est confié à des sociétés privées et certaines lignes voyageurs, désormais concurrencées par des sociétés de transport par bus inter-cités, sont abandonnées. Les investissements, favorisés par le gouvernement, reprennent à compter des années 1990.

## Réseau
EFE gère plusieurs réseaux à travers ses filiales. 
- Lignes de train de banlieue dans l'agglomération de Santiago
  - Metrotrén est une ligne de banlieue longue de 134 km qui dessert 13 stations situées
  - Metrotren Nos est une ligne de 23 km entre Santiago et San Bernardo qui doit être inaugurée en 2017
  - Metrotren Rancagua est une ligne de 82 km entre Santiago et Rancagua  qui doit entrer en fonction à compte de 2017
  - Melitrén est une ligne de 61 km entre Santiago et Melipilla qui doit être inaugurée en 2017
- Lignes de trains de banlieue de l'agglomération de Concepción
  - Le Biotren long de 66 km de long inauguré en 2006 est constitué de deux lignes comportant 25 stations : Concepción - Coronel et Mercado - Hualqui via Concepción. Le réseau est géré par  Ferrocarriles Suburbanos de Concepción (Fesub) filiale de Empresa de los Ferrocarriles del Estado.
- Ligne de trains de banlieue de l'agglomération de Valparaiso
  - Le Métro de Valparaiso est une ligne de 43 km comprenant 20 stations qui va de Valparaiso à Limache en desservant Viña del Mar, Quilpué et Villa Alemana. La ligne est gérée par Metro Regional de Valparaíso (MERVAL) filiale de EFE.
- TerraSur est une ligne de chemins de fer intercités longue de 398 km qui relie les principales agglomérations du centre de Chili de Santiago à Chillán. La ligne, desservie par des automotrices électriques, est gérée par Trenes Regionales Terra filiale de EFE.
- L'EFE gère également la ligne à écartement métrique de  chemin de fer Arica-La Paz qui relie le nord du Chili à la capitale de la Bolivie. La ligne a été rachetée en 2006 par l'EFE à la suite de la faillite de son propriétaire et la section chilienne a été remise en activité en 2011.
- Le Train de l'Araucanie.

Le réseau de lignes de l'EFE est construit à l'écartement indien, plus large que l'écartement standard (1 676 mm au lieu de 1 435 mm).